# 南予地方

南予地方の県内位置図（■:市 / ■:町）
拡大表示（SVGファイル対応ブラウザのみ）

南予地方（なんよちほう）は、愛媛県南部の通称である。
愛媛県を東予地方、中予地方、南予地方と3つに分割した一つで、大洲市、八幡浜市、宇和島市、西予市、喜多郡（内子町）、西宇和郡（伊方町）、北宇和郡（鬼北町・松野町）、南宇和郡（愛南町）にて構成される。
江戸時代の大洲藩とその支藩の新谷藩、宇和島藩とその支藩の伊予吉田藩の知行域にほぼ相当する。廃藩置県後は宇和島県などを経て愛媛県となった。

## 地形
南予地域は四国山地がほぼ東西方向に走り、支脈も多く、西方は山地がそのまま宇和海に接しリアス式海岸を形成し、また佐田岬半島や由良半島をはじめとした細長い半島を形成している。大洲盆地など一部を除き、平野には恵まれていない。こうした地形のため、かつては山を越さないと隣町に出ることができないといわれ、都市が発達しにくかった。また、こうした障害を乗り越えるための鉄道・道路整備が渇望された。一方では、各地に独自の文化が起こり、伝統文化として継承されている。

## 中心性
南予地方には、宇和島市、大洲市、八幡浜市、西予市の4つの市があるが、絶対的な中心はない。歴史的な発展過程も微妙に違い、都市圏の明確な帰属関係は付けがたい。

## 線引き
南予地方をさらに二つに大別する場合、法華津峠を境界に、宇和島市・北宇和郡・南宇和郡と、八幡浜市・大洲市・西予市・喜多郡・西宇和郡の地域に大別される（東宇和郡は市町村合併により全町村が西予市となったため、消滅した）。
- 二分　
  - 宇和島市・北宇和郡・南宇和郡
  - 八幡浜市、大洲市、西予市、喜多郡、西宇和郡

さらに、下記の分け方もある。
- 三分
  - 宇和島市・北宇和郡・南宇和郡
  - 八幡浜市・西宇和郡
  - 大洲市、喜多郡、西予市
- 四分
  - 宇和島市・北宇和郡・南宇和郡
  - 八幡浜市・西宇和郡
  - 大洲市、喜多郡
  - 西予市
- 五分
  - 宇和島市・北宇和郡
  - 八幡浜市・西宇和郡
  - 大洲市、喜多郡
  - 西予市
  - 南宇和郡

このようにいくつかの分け方があるということは、とりもなおさず、それぞれの地域が分断されており、絶対的な中心が存在しないという証左でもある。

## 県出先機関の配置問題

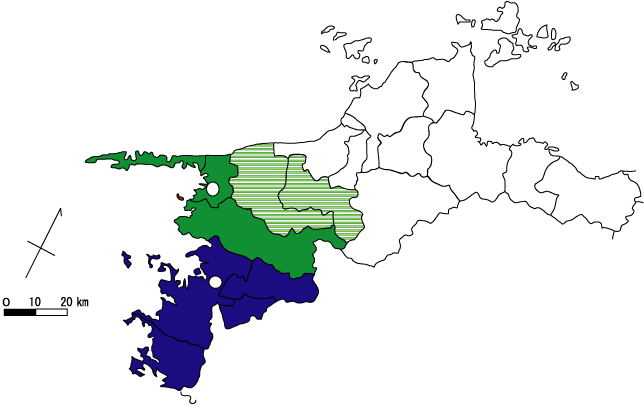
青塗りつぶしが宇和島管内、緑が八幡浜管内。薄い縞模様の地域は、八幡浜管内のうち、八幡浜地方局が統合された場合、松山管内への管轄変更を希望している一市一町。

南予地方という呼び方は便宜的なものであるが、上記のように帰属する市町（愛媛県内に村はなくなった）が明確であり、従ってどの市町村に属するかが東予・中予・南予のいずれに帰属するかを示している。
こうした関係に微妙に影響を与えているのが、県の出先機関（地方局）の配置（より正しくは、統廃合）問題であった。
愛媛県内では市町村合併が進んだ結果、2003年3月まで70市町村あったが、2005年8月現在で20市町村へと激減した。このため、行政改革の見地から県の出先機関の整理統廃合が課題となった。この問題について、2006年11月に愛媛県当局は地方局を本局と支局とに再編する方向を明らかにし、再編案は知事選挙、県議会議員選挙の済んだ2007年8月に発表された。
特に論議を呼んだのが、八幡浜と宇和島と二つの地方局を抱える南予地域である。二つを一つに、どちらかが「本局」になることが想定されたが、その扱いをめぐって論議が起きた。問題を複雑にしたのが、大洲市と喜多郡（内子町の一町のみ）が、松山市を含む中予管轄を希望したことである。これら2市町はそれまでは八幡浜管轄であった（明治・大正期には「中予」であったというのも一つの論拠となっていた）。さらに、内子町の一部の旧・小田町は合併前は中予地域に属する上浮穴郡の一つの町であり、中予に含まれることに違和感は少ないとされた。
これまで、さまざまな地域を抱えながらも、何とか心理的にも一体感を保ってきた南予が、大きく分裂するということも意味した。なお、同様の問題が、西条と今治の2地方局を有する東予地方にもあった（こちらはカバーする市町が2になってしまった今治が劣勢）。
宇和島市と八幡浜市がそれぞれ地方局の残存（本局・支局への再編案に従うと本局化）を主張したが、それぞれの根拠を紹介する。
- 宇和島説の論拠
  - 各市町庁舎からのアクセスが八幡浜より有利。
  - 将来の四国における道州制導入を見据えた場合、高知県幡多地方も含めた四国西南地域を管轄する拠点となりうる。
- 八幡浜説の根拠
  - 面積・人口ともに宇和島地方局管内を上回る。
  - 四国電力伊方原子力発電所があり、危機管理上も特段の配慮が必要。
  - 八幡浜港及び三崎港から九州と結ぶ航路があり、西四国の交通の拠点のひとつである（宇和島港からの九州航路は廃止され、現在はない）。

※市町村コード順では、宇和島市が先。

### 決着
愛媛県は2007年8月改正案を発表し、同年9月議会に地方局の再編案を提案し、可決され、2008年4月から新体制に移行した。南予地方局は宇和島市に置かれ、現在の八幡浜地方局は「支局」となり、実質的に「格下げ」の格好となった（同時に、東予地方においても、現西条地方局が東予地方局となり、今治地方局は今治支局となった）。
上述のとおり、八幡浜市の優位性を主張していた八幡浜市は支局の職員減員など一層の地盤沈下を懸念している。宇和島市におかれた場合、距離が遠くなり、むしろ松山市が近い大洲市と内子町は中予地方局管轄とするよう県当局に要望したが、2008年度の新体制後は愛媛県が地方局・支局に権限を与え、また人員も配置した現場直結を標榜していることもあって、特に具体的な動きはない。なお、古い文献では大洲・喜多地方を中予に含むものもある。

## 産業
東予地方や中予地方と比べ第一次産業が盛んであるが、みかんや水産物の価格低迷や赤潮、台風などの自然災害で厳しい経営を強いられている人も少なくない。そういった状況を打破しようと、柑橘の新品種の栽培や、柑橘類等を餌に使用した養殖魚を商品化して売り出す等のブランド開発が盛んに行われている。
企業誘致もままならず、それどころか規模縮小、撤退が相次いでいる。宇和島のシロキ、大洲のパナソニック四国エレクトロニクス（旧:松下寿電子工業）、松野町のオムロンなど。このため製造業は非常に脆弱である。地場産業として、蒲鉾やじゃこ天でしられる水産練り製品や、果実加工品、漬物、味噌、醤油、清酒などの農水産加工品などがあるが、いずれも規模は大きくない。

## 構成自治体
- 南予地方の自治体一覧

| 自治体名 | 郡名     | 面積(km2)  | 人口(人)  | 人口密度 (人/km2) | 備考 |
| -------- | -------- | ---------- | --------- | ----------------- | ---- |
| 大洲市   | -        | 432.12km2  | 37,384人  | 86.5人/km2        |      |
| 八幡浜市 | -        | 132.65km2  | 29,191人  | 220人/km2         |      |
| 宇和島市 | -        | 468.16km2  | 64,255人  | 137人/km2         |      |
| 西予市   | -        | 514.34km2  | 32,293人  | 62.8人/km2        |      |
| 内子町   | 喜多郡   | 299.43km2  | 13,883人  | 46.4人/km2        |      |
| 伊方町   | 西宇和郡 | 93.83km2   | 7,177人   | 76.5人/km2        |      |
| 鬼北町   | 北宇和郡 | 241.88km2  | 8,798人   | 36.4人/km2        |      |
| 松野町   | 北宇和郡 | 98.45km2   | 3,322人   | 33.7人/km2        |      |
| 愛南町   | 南宇和郡 | 238.94km2  | 17,556人  | 73.5人/km2        |      |
| 合計     |          | 2,519.8km2 | 213,859人 | 84.9人/km2        |      |

（データ出典）

※ 愛媛県『愛媛県推計人口及び人口動態』（推計人口、2025年2月1日現在：データ解説参照）。

※ 国土地理院『全国都道府県市区町村別面積調』（データ解説参照）。